# Huixquilucan de Degollado
Huixquilucan de Degollado är en stad i Mexiko, och den administrativa huvudorten för kommunen Huixquilucan i delstaten Mexiko. Huixquilucan de Degollado ligger i den centrala delen av landet och tillhör Mexico Citys storstadsområde. Orten hade 9 554 invånare vid folkmätningen 2010.